# Детройт Пистънс
Детройт Пистънс професионален баскетболен отбор от Обърн Хилс, САЩ. Състезава се в НБА в Централната дивизия на Източната Конференция.

## История
Отборът е създаден през 1941 под името Fort Wayne (Zollner) Pistons и играе в Националната баскетболна лига и се присъединява в НБА през 1948. През 1957 тимът се премества Детройт и оттогава носи сегашното си име. Има 5 големи титли, 2 пъти е печелил НБЛ и 3 пъти НБА.

## Успехи
- Шампиони на Централната дивизия – 13 пъти НБЛ: 4 пъти (1943, 1944, 1945, 1946) НБА: 9 пъти (1988, 1989, 1990, 2002, 2003, 2005, 2006, 2007, 2008)
- Шампиони на Източната Конференция – 7 пъти (Западна: (2) 1955, 1956, Източна: (5) 1988, 1989, 1990, 2004, 2005)